# Doreen Daume

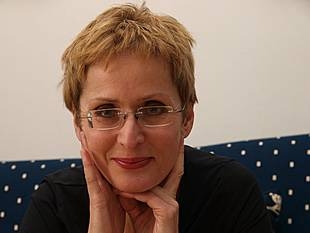
Doreen Daume, Wien 2009

Doreen Daume (* 20. Juli 1957 in Dortmund; † 2. Mai 2013 in Wien) war eine deutsche Übersetzerin polnischer Literatur. Sie publizierte auch eigene Texte.

## Leben
Doreen Daume wurde in Dortmund als Tochter von Rose(marie) und Willi Daume geboren und lebte als Kind eine Zeitlang mit ihrer Familie in der Villa Waldberta in Feldafing am Starnberger See, wo sie viel später (2001) Stipendiatin war. In den 1970er Jahren zog sie nach Wien, wo sie am Konservatorium der Stadt Wien und an der Musikuniversität Wien Klavier und Musikpädagogik studierte, gefolgt von Polnisch und Englisch am Institut für Übersetzer- und Dolmetscherausbildung der Universität Wien. Seit 1999 übersetzte sie polnische Literatur ins Deutsche, sowohl Lyrik (Czesław Miłosz, Ewa Lipska, Piotr Sommer, Eugeniusz Tkaczyszyn-Dycki) als auch Prosa (Marek Krajewski, Olga Tokarczuk, Sławomir Mrożek) sowie Dramen (Michał Walczak, Marek Kochan). Dank ihrer mustergültigen Übertragungen von hoher sprachlicher Sensibilität fand Doreen Daume große Anerkennung bei den Literaturkritikern und auch bei der Leserschaft. Vielbeachtet waren ihre Neuübersetzungen von Bruno Schulz (Die Zimtläden und Das Sanatorium zur Sanduhr). 2008 erhielt sie den österreichischen Staatspreis für literarische Übersetzung. Sie veröffentlichte auch eigene Texte (Essays, Rezensionen, Geschichten etc.) für Literaturzeitschriften und Anthologien und nahm an zahlreichen internationalen Literaturfestivals und Übersetzertreffen teil.

## Übersetzungen aus dem Polnischen
- Czesław Miłosz: Hündchen am Wegesrand. (Piesek przydrożny) Kalendergeschichten, Carl Hanser Verlag, München 2000, ISBN 3-446-19914-4.
- Włodzimierz Kowalewski: Rotes Haar nachts. (Rude włosy nocą) Roman, Deutsche Verlags-Anstalt DVA 2000, ISBN 3-85458-523-3.
- Mariusz Grzebalski: Graffiti. (Gedichte, Auswahl aus mehreren Bänden), Edition Korrespondenzen, Wien 2001, ISBN 978-3-902113-08-5.
- Janusz Rudnicki: Der Besuch. (Odwiedziny) Kurzroman in: Der Grenzgänger. Tibor Schäfer-Verlag, Herne 2002, ISBN 3-933337-23-2.
- Czesław Miłosz: Mein ABC. (Abecadło Miłosza, sowie Inne Abecadło) Kurzprosa, Hanser Belletristik 2002, ISBN 3-446-20133-5.
- Piotr Sommer: Ein freier Tag im April. (Gedichte, Auswahl aus mehreren Bänden), Edition Korrespondenzen, Wien 2002, ISBN 3-902113-13-8.
- Włodzimierz Kowalewski: Zurück nach Breitenheide. (Powrót do Breitenheide) Kurzroman, Wieser-Verlag, Klagenfurt 2002, ISBN 978-3-85129-371-5.
- Marek Krajewski: Tod in Breslau. (Śmierć w Breslau), btb, München 2002, ISBN 8373844252.
- Czesław Miłosz: Orpheus und Eurydike. (Orfeusz i Eurydike) Langgedicht, Wydawnictwo Literackie, Krakau 2002.
- Doreen Daume, Sylvia Treudl, Adam Adamczyk: Polen: Anthologie. Podium 2002, ISBN 3-902054-15-8.
- Czesław Miłosz: DAS: und andere Gedichte. (Gedichte, Auswahl aus mehreren Bänden), Carl Hanser Verlag, München 2004, ISBN 3-446-20472-5.
- Ewa Lipska: Achtung: Stufe. Literaturverlag Droschl 2004, ISBN 3-85420-666-6.
- Amanita Muskaria: Reise nach Buenos Aires. (Podróż do Buenos Aires) manuskripte Heft 169, Wien 2005.[4]
- Andrzej Kopacki: Chansons de gestes. Edition Thanhäuser, Ottensheim 2005, ISBN 3-900986-61-4.
- Andrzej Kopacki: Kokain. (Kokaina) und Tomasz Urbanski: Das Dunkel im Glas (Słoik pełen ciemności) Dramen, Theater-Anthologie ITI, Berlin 2006.
- Bruno Schulz: Die Zimtläden. (Sklepy cynamonowe), Carl Hanser Verlag, München 2008, ISBN 3-446-23003-3.
- Mieczysław Tomaszewski: Chopin. Schott Music 2009, ISBN 978-3-7957-0680-7.
- Bruno Schulz: Das Sanatorium zur Sanduhr. (Sanatorium pod klepsydrą), Carl Hanser Verlag, München 2011, ISBN 3-446-20890-9.
- Olga Tokarczuk: Der Gesang der Fledermäuse. (Prowadź swój pług przez kości umarłych) Schöffling & Co Verlag, Frankfurt am Main Verlag 2011, ISBN 978-3-89561-466-8.
- Andrzej Kopacki: An der Ampel. (Na światłach) Edition Korrespondenzen 2011, ISBN 3-902113-66-9.
- Eugeniusz Tkaczyszyn-Dycki: Geschichte polnischer Familien. (Dzieje rodzin polskich) Edition Korrespondenzen 2012, ISBN 3-902113-72-3.
- Sławomir Mrożek: Tagebuch 1962 – 1969. (Dziennik tom 1962 - 1969) Diogenes-Verlag, Zürich 2014, ISBN 978-3-257-06893-1.

## Auszeichnungen (Auswahl)
- 2003: Perewest-Stipendium für eine Übersetzung aus dem Polnischen
- 2004: Stipendium Homines Urbani in der Villa Decius[5]
- 2005: Stipendium der „Berliner Übersetzerwerkstatt“, Literarisches Colloquium Berlin[6]
- 2005: Bremer Übersetzerpreis[7]
- 2007: Zuger Übersetzer-Stipendium[8]
- 2008: Österreichischer Staatspreis für Literaturübersetzer[9]
- 2009: „Translator in Residence“ am Slawistischen Institut der Universität Tübingen[10]
- 2009: Stipendium Deutscher Literaturfonds[11]
- 2012: Alexander-Sacher-Masoch-Preis (Übersetzer-Preis)[12]